# Damageplan
Damageplan war eine US-amerikanische Metal-Band. Nach dem Ende von Pantera, einer der einflussreichsten Metal-Bands der 1990er, gründeten die Ex-Mitglieder Dimebag Darrell (Gitarre) und dessen Bruder Vinnie Paul (Schlagzeug) im Jahr 2003 Damageplan. Mit Bob Kakaha (genannt Bob Zilla) am E-Bass und Dimebag Darrells langjährigem Freund Patrick Lachman am Gesang (vormals bei Halford und Diesel Machine als Gitarrist tätig) fand man schnell geeignete Mitstreiter.
Musikalisch sehr von Pantera geprägt, versuchte man sowohl modernere als auch melodiösere Elemente in die eigene Musik einfließen zu lassen. Trotz wohlwollender Kritiken und Gastauftritte von Zakk Wylde und Corey Taylor (Slipknot) schafften es Damageplan aber für viele Fans nicht, mit ihrem Debütalbum New Found Power aus dem Schatten ihrer Vorgängerband zu treten.
Während eines Konzertes in Ohio in der Nacht vom 8. Dezember 2004 wurde die noch junge Bandgeschichte zum Erliegen gebracht: während des ersten Songs sprang ein Amokläufer auf die Bühne und erschoss aus nächster Nähe Dimebag Darrell, bevor er weiter scheinbar ziellos um sich feuerte, wobei weitere Stagehands und Zuschauer getroffen wurden. Erst durch einen tödlichen Schuss aus der Waffe eines Polizisten konnte der Mann gestoppt werden. Insgesamt sind fünf Opfer zu beklagen, zwei weitere Menschen wurden schwerverletzt in ein Krankenhaus eingeliefert.

## Diskografie
- New Found Power (Elektra Records – 10. Februar 2004)